# Gaspar Dias Ferreira (1595-1659)
Gaspar Dias Ferreira (1595-1659) était un militaire, homme politique et planteur portugais important au moment de l'occupation par les Pays-Bas du Pernambouc brésilien au XVIIe siècle.

## Biographie
Gaspar Dias Ferreira est né à Lisbonne et a émigré Brésil en 1618, où il fut d'abord un commerçant pauvre. Selon les écrits du prêtre portugais Manuel Calado (1584–1654), Ferreira fut le premier morador (Luso-Brésilien) à passer volontairement du côté des envahisseurs hollandais, prenant résidence à Recife avec sa femme et sa famille, où il est devenu le principal interlocuteur du gouverneur général.
En 1636, il demande aux autorités municipales l'autorisation de louer une maison à Antônio Vaz, l'île située en face de l'isthme de Recife, pour 400 florins, un montant raisonnable.
En 1637, il devient échevun d'Olinda, signe de prestige socio-économique et de proximité avec le pouvoir hollandais et il occupera le poste jusqu'en 1640, puis chargé de renommer l'institution d'après le nom de son ami et bienfaiteur, le comte Maurício de Nassau, gouverneur du Brésil de 1637 à 1644, dont il était le principal conseiller.
Sous son mandat, il a participé à la construction des deux ponts qui reliaient l'île à Recife et au continent. Après les derniers éclats de la résistance luso-brésilienne, entre 1635 et 1637, plusieurs seigneurs se réfugièrent à Bahia. Les plantations et les récoltes ont été vendues aux enchères à bas prix. Il a acheté deux plantations, appartenant autrefois à la famille Sá Maia : Novo et Santo André, dans la paroisse de Muribeca, aujourd'hui Jaboatão dos Guararapes. Il n'était pas le seul, d'autres comme João Fernandes Vieira ou encore Jorge Homem Pinto, propriétaire de neuf moulins à sucre, ont aussi acheté des plantations par ce biais.
Il a par ailleurs mobilisé des stratagèmes pour s'approprier illégalement des plantations et du bétail au Pernambuco et à Paraíba, appartenant à des ordres religieux (Franciscain et Carmélite), expulsés du Brésil sous la domination protestante. Profitant de sa proximité avec Nassau-Siegen, il a piégé des habitants portugais lui faisant passer des boîtes de sucre, pour acheter la sympathie du comte, mais il les a vendues, parfois ensuite en les faisant chanter et créant un climat de terreur, selon les écrits du prêtre portugais Manuel Calado.
Avec la fin de l'Union ibérique, la récupération du Brésil est devenue une priorité pour le Portugal, alors que le commerce du sucre décline car les Hollandais ne maîtrisent même pas les techniques de fabrication, et les actions de la WIC baissent, ne payant pas de dividendes en 1643. Il a alors participé aux discrètes opérations de Lisbonne pour rallier des soutiens contre la Hollande.
Dès 1642, il a financé le voyage d'un « agent secret » portugais, frère Estevão de Jesus, avec qui il échange des lettres, qui s'est rendu au Pernambouc pour espionner sur les restrictions imposées à la religion catholique, les dettes énormes contractées par le WIC.
Selon l'historien  Louis Jadin, Gaspar Dias Ferreira s'est porté caution en faveur de Jorge Homem Pinto, l'homme le plus riche de la colonie. En 1642, Nassau-Siegen annula les dettes, auprès de marchands privés, des deux plus gros débiteurs, Jorge Homem Pinto et João Fernandes Vieira. Ainsi, il ne faisais pas partie de ceux qui se sont retirés au sud du Brésil, en invoquant l’obéissance à la Couronne et aux ordres de Matthias de Albuquerque, par refus de vivre sous le joug hérétique
S'étant fait de puissants ennemis au Pernambouc et étant soupçonné d'être un juif, il est parti avec Nassau-Siegen aux Pays-Bas en 1644, laissant sa femme, Ana Clara, s'occuper des plantations, avec l'intention de revenir, selon ses lettres. À Amsterdam, il demanda la naturalisation, qu'il obtient en 1645, et continue à cultiver l'amitié de Nassau-Siegen, mais se rapproche en même temps de l'ambassadeur Francisco de Sousa Coutinho, qu'il guidera dans diverses négociations
Grâce à sa collaboration avec le gouverneur Nassau-Siegen, dont il est devenu le bras droit pour les affaires de trafic d'esclaves, il est devenu un homme très riche mais, comme beaucoup de sources le confirment, ses actions corrompues se tournaient vers les deux parties, Hollandais et Portugais.
Selon le livre-pamphlet de Colado, qui le vise directement, son projet, qui n' a finalement pas réussi, était de créer une compagnie pour acheter de esclaves Africains et du vin au Cap Verd et à Madeira, en les échangeant contre du sucre, du tabac et de l'argent acheminés du Brésil.